# ケーニヒスベルク条約 (1656年)
ケーニヒスベルク条約（ケーニヒスベルク条約、ドイツ語: Vertrag von Königsberg、スウェーデン語: Fördraget i Königsberg）は、北方戦争中の1656年1月7日（ユリウス暦）/1月17日（グレゴリオ暦）に締結された条約。条約により、ブランデンブルク選帝侯およびプロイセン公フリードリヒ・ヴィルヘルム（「大選帝侯」）はプロイセン公国とエルムラントにおけるスウェーデンの封臣になり、スウェーデン側で参戦することを余儀なくされた。同年2月24日には同じくケーニヒスベルクでフランスとの防衛同盟が締結された。

## 背景
1655年、スウェーデンのポーランド＝リトアニア戦役が急速に進展したため、ブランデンブルク選帝侯フリードリヒ・ヴィルヘルムは自領のプロイセン公国の情勢を恐れた。当時、プロイセン公国はポーランドの封土だった。ブランデンブルクで軍勢1万4千を保有していたフリードリヒ・ヴィルヘルムは軍をプロイセンに進めて11月12日のリンスク条約で王領プルシの貴族と防衛同盟を結んだ。王領プルシの貴族はプルシ議会が招集した兵士600と徴兵の3,000から4,000を維持していた。王領プルシではさらに正規軍と傭兵合計3,600人が駐留していた。
一方、スウェーデン王カール10世はポーランドのほぼ全土を占領、ポーランド王ヤン2世カジミェシュを追放した。10月、カール10世は占領していたクラクフから北上して王領プルシを屈服させてスウェーデンの県にさせようとした。12月までに王領プルシのほぼ全土がスウェーデンに占領され、ダンツィヒ（ポーランド語名グダニスク、戦争中を通して抵抗した）とマリエンブルク（ポーランド語名マルボルク、1656年3月に降伏）のみがまだ抵抗していた。ソーン（ポーランド語名トルン）とエルビング（ポーランド語名エルブロンク）はリンスク条約での同盟に参加せず、すでに11月にスウェーデンに降伏していた。カール10世は続いて東進してプロイセン公国に進軍、ブランデンブルク＝プロイセン軍は撤退した。ブランデンブルク＝プロイセン軍の元帥ゲオルク・フリードリヒ・フォン・ヴァルデック伯爵はフリードリヒ・ヴィルヘルムにスウェーデン軍を迎撃するよう求めたが、フリードリヒ・ヴィルヘルムは抵抗しないことを選び、1月にスウェーデンが出した条件を飲んだ。

## ブランデンブルク＝プロイセン・スウェーデン間の条約

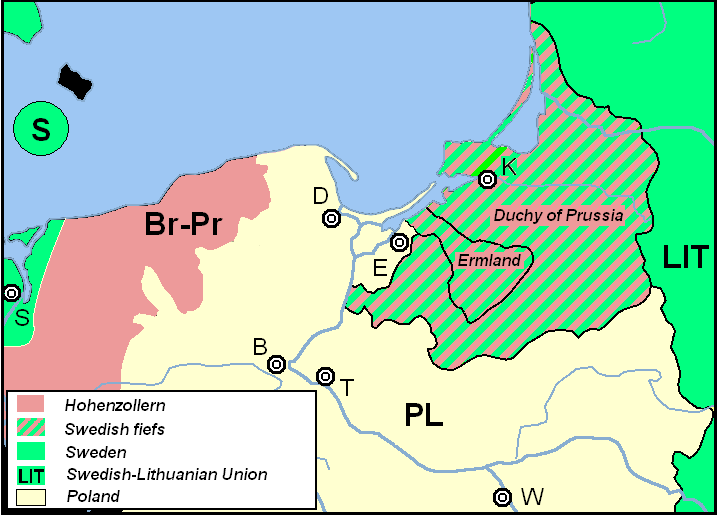
スウェーデンの封土となったプロイセン公国とエルムラント

プロイセン・スウェーデン間の条約により、フリードリヒ・ヴィルヘルムはカール10世からプロイセン公国を封土として受け取り、兵隊を供出した。またブランデンブルク選帝侯領はスウェーデンの許可なしにバルト海で海軍を維持できないとされた。フリードリヒ・ヴィルヘルムはその代償としてエルムラントを受け取った。
また条約の第17条ではルター派に属したカール10世がカルヴァン派に属したフリードリヒ・ヴィルヘルムにプロイセンにおけるルター派の信仰の自由を認めさせた。

## ブランデンブルク＝プロイセン・フランス間の条約
プロイセンとフランスの間の条約では両国の防衛同盟を定めた.。条約は2月24日に起草され、4月12日にパリでフランス王ルイ14世に批准され、10月24日にケーニヒスベルクでフリードリヒ・ヴィルヘルムに批准された。

## 結果
ケーニヒスベルク条約の後、スウェーデンの戦況が悪化するとともに6月25日にマリエンブルク条約が締結され、ブランデンブルク＝プロイセンはスウェーデンの同盟国に昇格した。
カール10世の封臣のままだったフリードリヒ・ヴィルヘルムは参戦、スウェーデンとブランデンブルクの連合軍は7月のワルシャワの戦いでポーランド軍を撃破した。ケーニヒスベルク条約以前にはフリードリヒ・ヴィルヘルムはポーランド王ヤン2世カジミェシュの封臣だったが、ヤン2世はタタールがスウェーデン人を朝食のように平らげた後、自身がフリードリヒ・ヴィルヘルムを「日も月も昇らないところ」で逮捕すると宣言した。8月、ヤン2世はヴィンツェンティ・コルヴィン・ゴシェフスキにプロイセンに侵攻させ、「フリードリヒ・ヴィルヘルムの裏切りに懲罰を与えた」。ゴシェフスキが10月に撃退されるまで、13町250村が放火され、この出来事は20世紀までの現地の民話で言い伝えられた。
数か国に宣戦布告されたカール10世は1656年1月にフリードリヒ・ヴィルヘルムとラビアウ条約を締結、フリードリヒ・ヴィルヘルムがエルムラントを放棄して、戦争への取り組みを強化する代償としてプロイセン公国がスウェーデンの封土ではなくなった。その後のヴェーラウ条約とブロンベルク条約ではフリードリヒ・ヴィルヘルムがポーランド側に鞍替えしたためヤン2世がフリードリヒ・ヴィルヘルムのプロイセンにおける主権を確認した。